# Prauthoy
Prauthoy és un municipi francès situat al departament de l'Alt Marne i a la regió del Gran Est. L'any 2007 tenia 509 habitants.

## Demografia

### Població
El 2007 la població de fet de Prauthoy era de 509 persones. Hi havia 220 famílies de les quals 72 eren unipersonals (12 homes vivint sols i 60 dones vivint soles), 68 parelles sense fills, 72 parelles amb fills i 8 famílies monoparentals amb fills.
La població ha evolucionat segons el següent gràfic:
Habitants censats

### Habitatges
El 2007 hi havia 271 habitatges, 219 eren l'habitatge principal de la família, 9 eren segones residències i 43 estaven desocupats. 191 eren cases i 80 eren apartaments. Dels 219 habitatges principals, 132 estaven ocupats pels seus propietaris, 78 estaven llogats i ocupats pels llogaters i 9 estaven cedits a títol gratuït; 14 tenien dues cambres, 37 en tenien tres, 63 en tenien quatre i 105 en tenien cinc o més. 179 habitatges disposaven pel capbaix d'una plaça de pàrquing. A 111 habitatges hi havia un automòbil i a 86 n'hi havia dos o més.

### Piràmide de població
La piràmide de població per edats i sexe el 2009 era:
| Homes | Edats   | Dones |
| ----- | ------- | ----- |
| 0     | 95 o +  | 0     |
| 0     | 90 a 94 | 0     |
| 0     | 85 a 89 | 4     |
| 4     | 80 a 84 | 0     |
| 4     | 75 a 79 | 8     |
| 12    | 70 a 74 | 12    |
| 20    | 65 a 69 | 32    |
| 16    | 60 a 64 | 32    |
| 4     | 55 a 59 | 4     |
| 16    | 50 a 54 | 12    |
| 20    | 45 a 49 | 20    |
| 24    | 40 a 44 | 20    |
| 16    | 35 a 39 | 16    |
| 20    | 30 a 34 | 16    |
| 8     | 25 a 29 | 28    |
| 8     | 20 a 24 | 8     |
| 32    | 15 a 19 | 4     |
| 20    | 10 a 14 | 20    |
| 12    | 5 a 9   | 12    |
| 4     | 0 a 4   | 12    |

## Economia
El 2007 la població en edat de treballar era de 316 persones, 241 eren actives i 75 eren inactives. De les 241 persones actives 221 estaven ocupades (124 homes i 97 dones) i 20 estaven aturades (7 homes i 13 dones). De les 75 persones inactives 30 estaven jubilades, 16 estaven estudiant i 29 estaven classificades com a «altres inactius».

### Ingressos
El 2009 a Prauthoy hi havia 223 unitats fiscals que integraven 515,5 persones, la mediana anual d'ingressos fiscals per persona era de 15.124 €.

### Activitats econòmiques
Dels 31 establiments que hi havia el 2007, 1 era d'una empresa extractiva, 1 d'una empresa alimentària, 1 d'una empresa de fabricació d'altres productes industrials, 11 d'empreses de construcció, 5 d'empreses de comerç i reparació d'automòbils, 3 d'empreses de transport, 3 d'empreses d'hostatgeria i restauració, 1 d'una empresa immobiliària, 1 d'una empresa de serveis, 3 d'entitats de l'administració pública i 1 d'una empresa classificada com a «altres activitats de serveis».
Dels 15 establiments de servei als particulars que hi havia el 2009, 1 era una oficina d'administració d'Hisenda pública, 1 gendarmeria, 1 oficina de correu, 1 taller de reparació d'automòbils i de material agrícola, 2 paletes, 2 fusteries, 2 lampisteries, 1 electricista, 1 perruqueria, 1 veterinari i 2 restaurants.
L'únic establiment comercial que hi havia el 2009 era una fleca.

## Equipaments sanitaris i escolars
L'únic equipament sanitari que hi havia el 2009 era una farmàcia.
El 2009 hi havia una escola elemental. Prauthoy disposava d'un col·legi d'educació secundària amb 225 alumnes.

## Poblacions més properes
El següent diagrama mostra les poblacions més properes.